# Саль (Верхние Пиренеи)
Саль (фр. Salles, окс. Salas) — коммуна во Франции, находится в регионе Юг — Пиренеи. Департамент — Верхние Пиренеи. Входит в состав кантона Аржелес-Газост. Округ коммуны — Аржелес-Газост.
Код INSEE коммуны — 65400.

## География

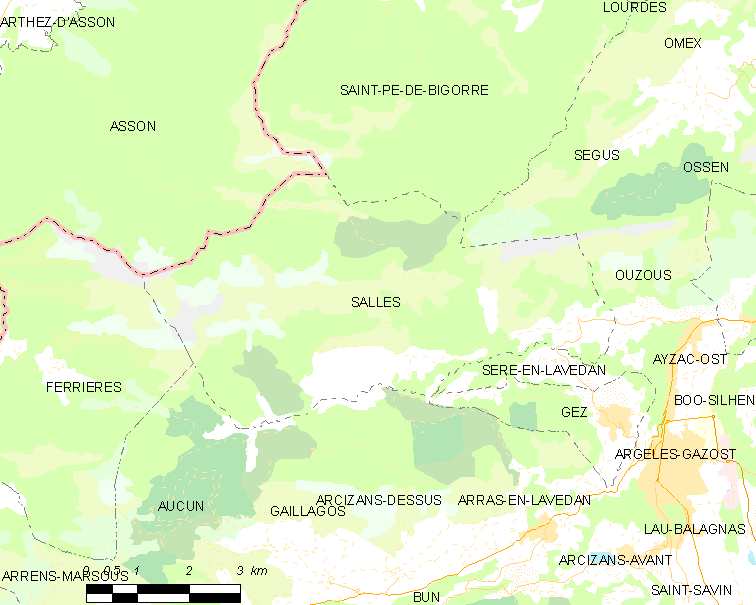
Карта коммуны

Коммуна расположена приблизительно в 680 км к югу от Парижа, в 145 км юго-западнее Тулузы, в 28 км к юго-западу от Тарба.
По территории коммуны протекает река Пейрет (фр. Peyret).

## Климат
Климат умеренно-океанический с солнечной тёплой погодой и обильными осадками на протяжении практически всего года. 

## Население
Население коммуны на 2010 год составляло 200 человек.
| 1962 | 1968 | 1975 | 1982 | 1990 | 1999 | 2010 |
| ---- | ---- | ---- | ---- | ---- | ---- | ---- |
| 239  | 225  | 225  | 206  | 190  | 168  | 200  |

## Администрация
| Период | Период | Фамилия     | Партия | Примечания |
| ------ | ------ | ----------- | ------ | ---------- |
| 2008   | 2014   | Мишель Пе   |        |            |
| 2014   | 2020   | Матьё Кюэль |        |            |

## Экономика
В 2010 году среди 116 человек трудоспособного возраста (15-64 лет) 91 были экономически активными, 25 — неактивными (показатель активности — 78,4 %, в 1999 году было 59,4 %). Из 91 активных жителей работали 84 человека (46 мужчин и 38 женщин), безработных было 7 (2 мужчин и 5 женщин). Среди 25 неактивных 4 человека были учениками или студентами, 13 — пенсионерами, 8 были неактивными по другим причинам.

## Достопримечательности
- Церковь Св. Иакова (XIV век)

## Фотогалерея

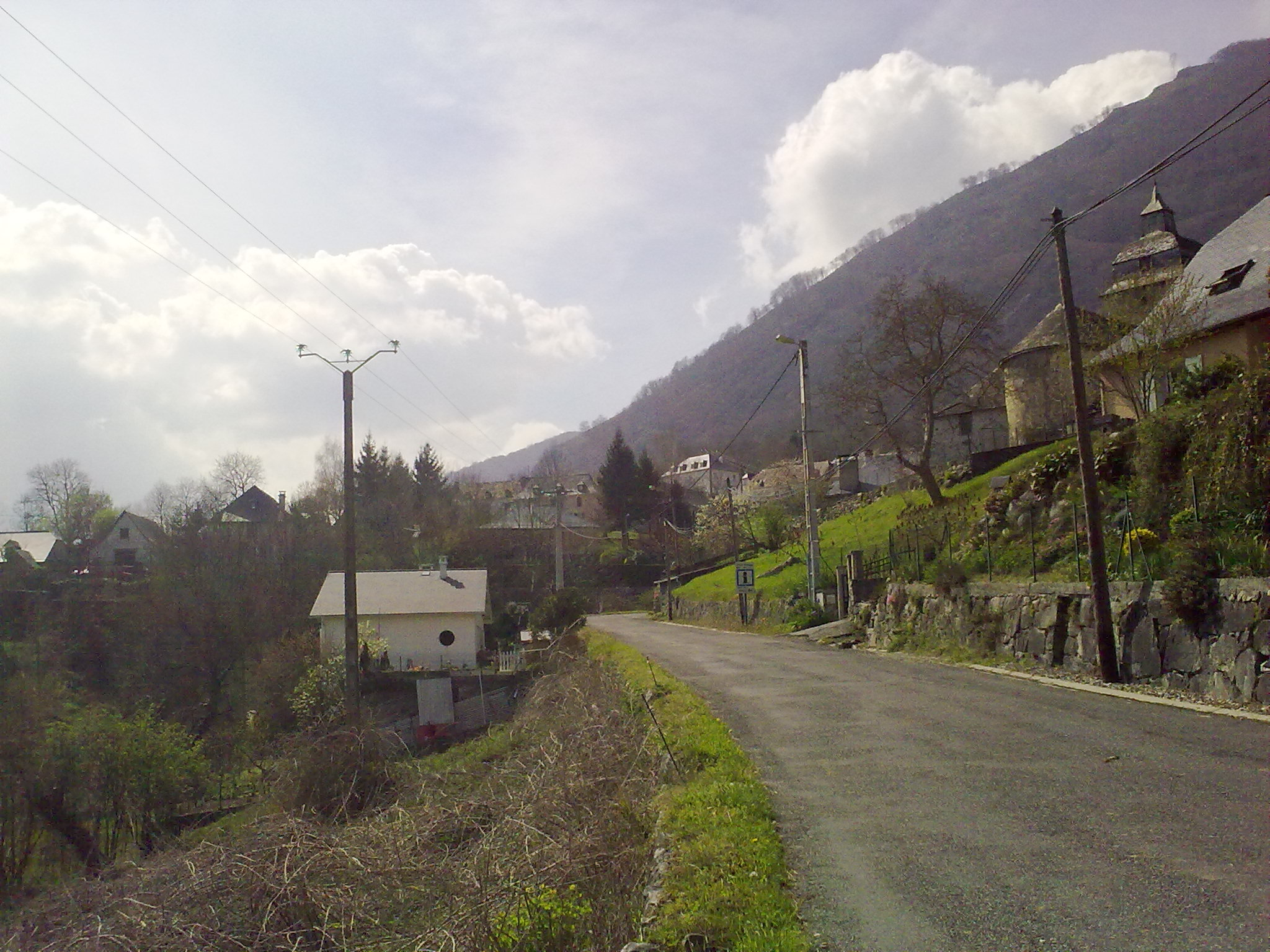
Саль
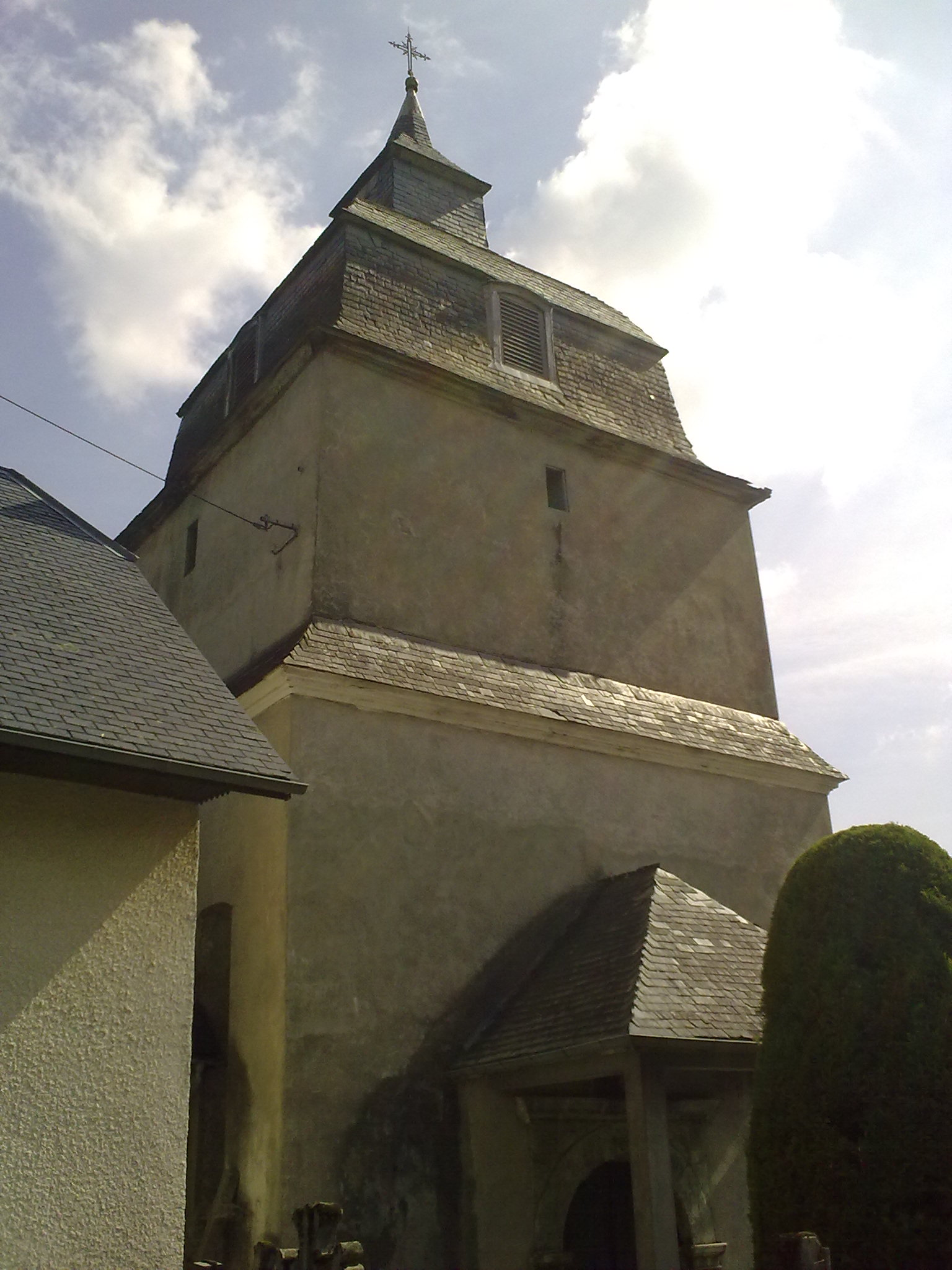
Церковь Св. Иакова
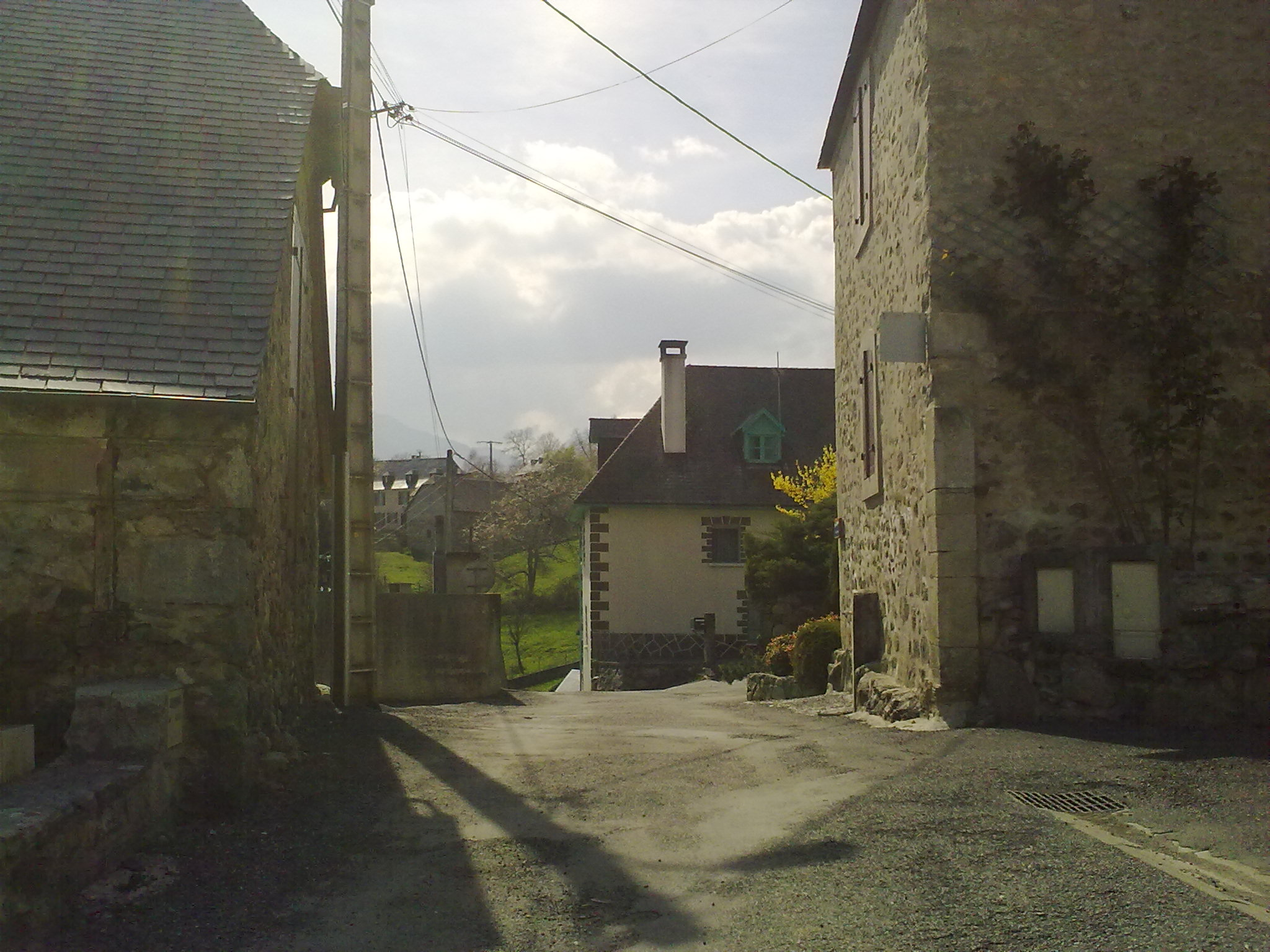
Саль
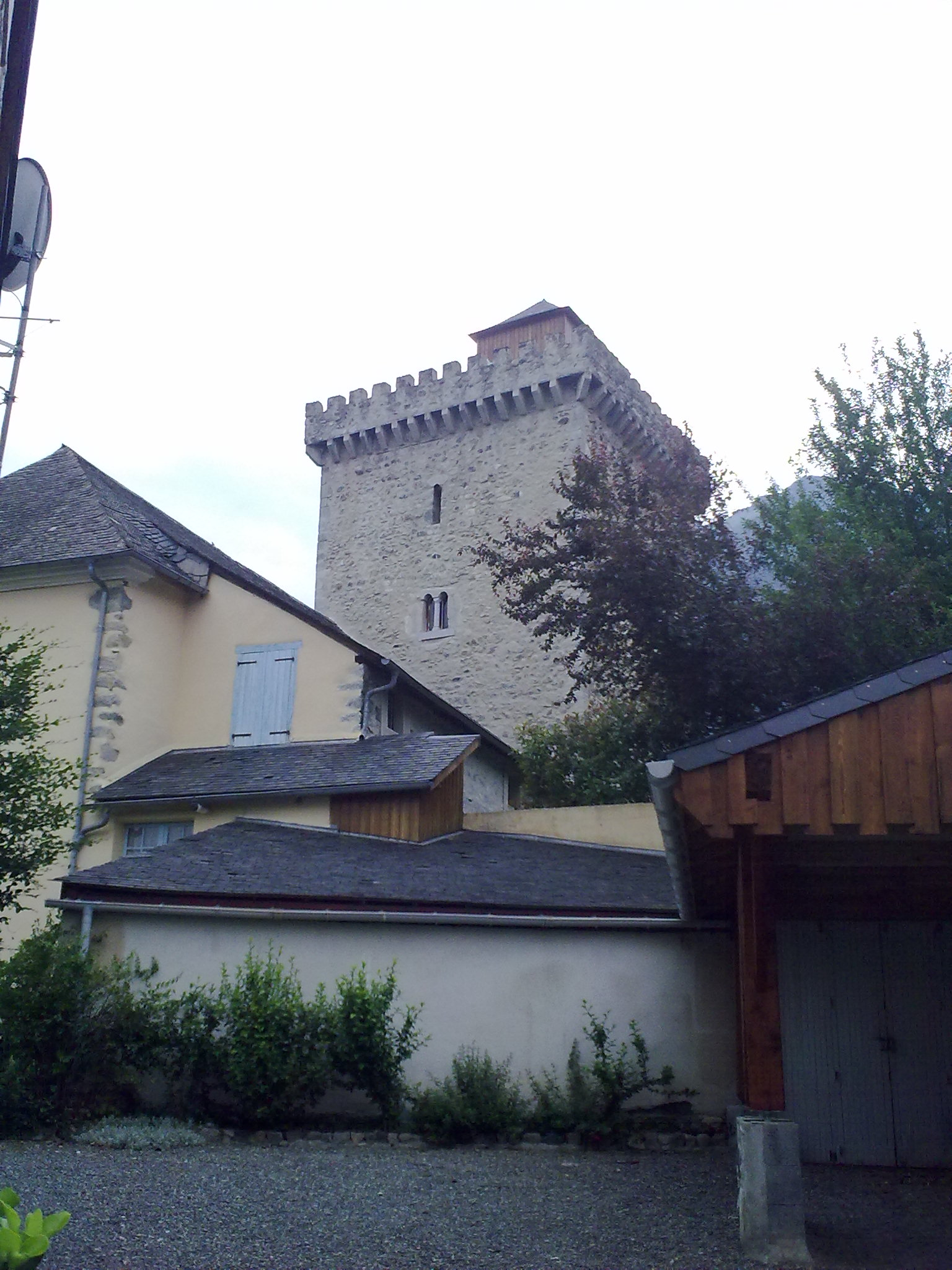
Замок
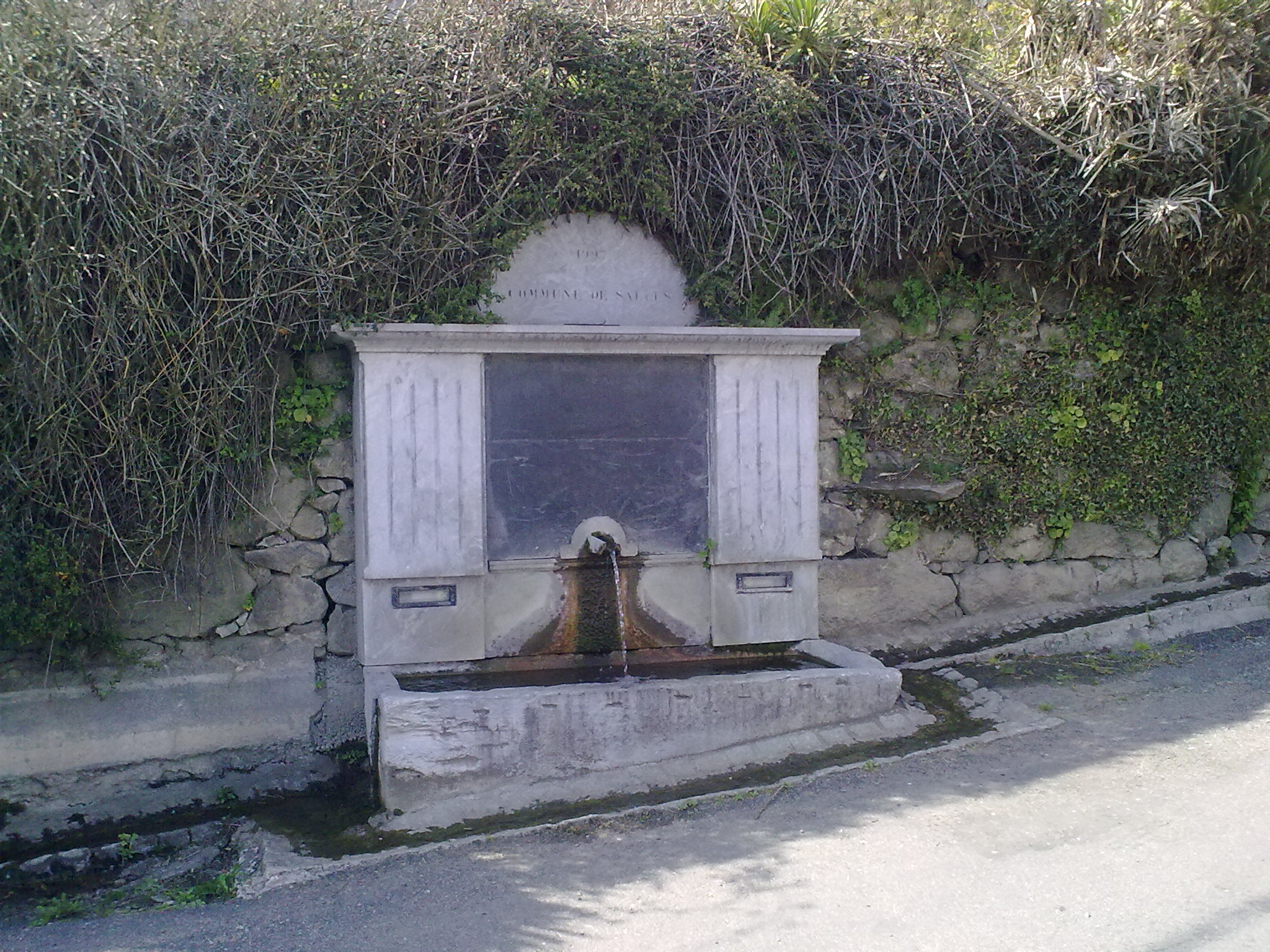
Фонтан